# Gia Dvali
Georgi Dvali, detto Gia (30 maggio 1964), è un fisico georgiano.
È professore di fisica e un membro del Centro di Cosmologia e fisica delle particelle alla New York University.
Ha ricevuto il suo dottorato in fisica delle alte energie e cosmologia alla Università statale di Tbilisi.
Georgi Dvali è conosciuto soprattutto per il modello ADD, una teoria sulle dimensioni addizionali proposta insieme a Nima Arkani-Hamed e Savas Dimopoulos.
Nel 2000 Dvali ha ricevuto il premio New York City's Mayor's Award for Excellence in Science and Technology.